# Friedrich Daab
Christoph Heinrich Ludwig Friedrich Daab (* 4. Januar 1870 in Königsberg, Hessen-Nassau; † 19. August 1945 in Baden-Baden) war ein deutscher evangelischer Pfarrer, Religionsphilosoph und Publizist.

## Leben
Daab war der Sohn des Königsberger Pfarrers Heinrich Daab und der Elise geborene Adam. Er besuchte das Königstädtische Gymnasium und studierte Theologie an der Friedrich-Wilhelms-Universität in Berlin. 1897 erfolgte in Magdeburg seine Ordination. Er wurde zuerst Pfarrer in Neuwerbig bei Görzke. 1902 erhielt er die Stelle als Oberpfarrer an St. Cäcilia in der Stadt Alsleben (Saale). 1906 wechselte er als Pfarrer nach Biesenbrow und 1911 nach Schmargendorf. 1920 wurde er Pfarrer in Ausleben im Kreis Neuhaldensleben. Am 1. November 1933 ging er in Ausleben als Pfarrer mit der roten Weste den Ruhestand und lebte in Berlin-Ruhleben. Er starb unmittelbar nach Ende des Zweiten Weltkrieges im Alter von 75 Jahren.

## Familie
Friedrich Daab heiratete 1897 Lucie, die Tochter des Superintendenten Werner. Aus der Ehe gingen die drei Töchter Anneliese (* 1898), Ursula (* 1902) und Giesela (* 1906) hervor.

## Werke (Auswahl)
- Zuverlässigkeit der Gelübde, 1896
- Gott und die Seele, 1906
- Paul de Lagarde. Deutscher Glaube. Deutsches Vaterland. Deutsche Bildung. Das Wesentliche aus seinen Schriften ausgewählt und eingeleitet von Friedrich Daab, Jena 1913
- Jesus von Nazareth, wie wir ihn heute sehen, Dresden, Reissner, 1923, 36.–38. Tsd.
- Jessus von Nazaret, wie wir ihn heute sehen, Königstein i. T., Langewiesche, [1917], 32.–33. Tsd.
- Jesus von Nazareth, wie wir ihn heute sehen, [Königstein i. T.], Langewiesche, [1913], 26.–31. Tsd.

Er gab die Reihe Suchen der Zeit heraus, von der sechs Bände erschienen.